# Taylor Hicks
Taylor Reuben Hicks (nacido el 7 de octubre de 1976) es un cantante estadounidense de soul clásico, escritor y músico. Hicks fue cantante de música independiente durante 10 años antes de ganar la quinta temporada de American Idol. Después de este triunfo, firmó un contrato con Arista Records, donde sacó su disco de debut, llamado Taylor Hicks, que salió el 12 de diciembre de 2006. Sus conciertos enérgicos y sus influencias vienen del rock clásico, el blues y el R&B. Su música ha atraído a muchos fanáticos, con el nombre "Soul Patrol".

## Primeros años
Taylor Hicks nació en el Hospital Saint Vincent a las 3:30 AM en Birmingham, Alabama, hijo de Bradley Hicks y Pamela Dickinson Hicks. Cuando era pequeño tenía pelo rubio. El color de su pelo cambió a marrón/negro en la preadolescencia y a gris a los 13 años. Él y su familia se mudaron a Hoover cuando tenía 8 años. Sus padres se divorciaron ese mismo año. Hicks dice que su niñez llena de problemas es la razón por la que canta música "soul" y "blues". Taylor tiene un hermano menor que lo convenció de probarse en la serie American Idol.
Cuando tenía 5 años cantaba música de Kenny Rogers o Michael Jackson a extranjeros para divertirse.  Compró su primera armónica cuando tenía 16 años por US$ 2 en un mercado de pulgas en Bessemer, Alabama, y aprendió de manera autodidacta a tocar blues harp. Descubrió que tenía absolute pitch cuando vio que podía escuchar un ruido y tocarlo en su armónica. Escribió su primera canción, "In Your Time", a los 18 años de edad, y a los 19 años aprendió solo a tocar la guitarra.
Hicks fue un estudiante de Berry High School y terminó su educación en Hoover High School en 1995. Jugaba béisbol, fútbol y baloncesto cuando estudiaba en Hoover; y por un tiempo quería tener una carrera en el baloncesto profesional. Estudio business y journalism en Auburn University, pero perdió el interés y terminó su carrera académica, aunque solo necesitaba 40 horas para graduarse de la universidad.

## Carrera

### Carrera temprana
Cuando estaba en la universidad estaba en una banda llamada "Passing Through", pero salió para hacer su propia banda. El grabó 'In Your Time independientemente en 1997 a los 19 y se mudó a Nashville, Tennessee en el 2000 para empezar una carrera musical. El trabajo contiene muchos éxitos de Billy Earl McClelland y Percy Sledge y el grabó un demo con 3 canciones pero no pudo conseguir un contrato para el. Después, se fue porque no había dado resultado estar en Nashville. Hicks volvió a Alabama y continuo su carrera professional cantando en fiestas, bodas, y bares populares en el sur de los E.E.U.U. Southeastern United States, unos de ellos The War Eagle Supper Club (un club popular de universidad) en Auburn, Alabama.  Hicks ha cantado con James Brown, Tom Petty, Jackson Browne, Drive-By Truckers, Robert Randolph, y leyenda de blues Keb Mo. El también canto en la carrera de autos Talladega Superspeedway en 2004 durante el fin de semana de NASCAR.  Después que ganó Idol, el corredor David Stremme quería que regerse Hicks a cantar.
Grabó y saco su segundo álbum, Under the Radar, en 2005. Aunque el grabó 2 discos antes de estar en American Idol, no violó los requerimientos de American Idol porque nunca tuvo un contrato. recording contract.

### American Idol

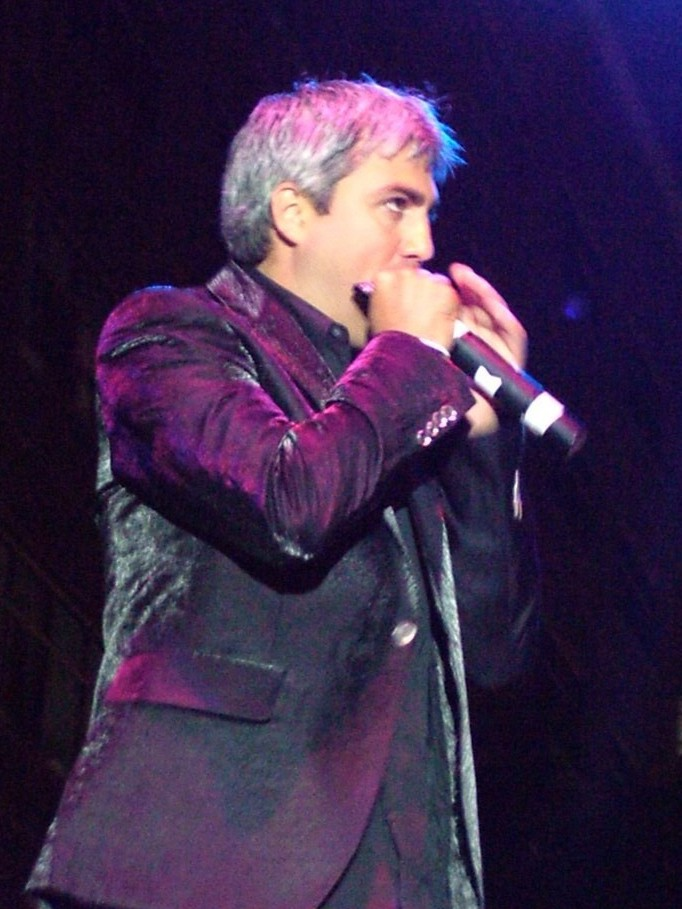
Hicks tocó la armónica y la guitarra todos los días del concierto American Idols LIVE! Tour.

Hicks se probó por American Idol en Las Vegas, Nevada el septiembre del 2005. Él quería probarse en Memphis, Tennessee, pero se cancelaron para ayudar las víctimas del huracán Katrina Hurricane Katrina. La noche del huracán Katrina él estaba en Nueva Orleans, Luisiana por una boda de un amigo. La aerolínea Southwest Airlines canceló su vuelo por el huracán, y por eso le dieron un ticket gratis para cualquier lado en el país. Lo uso para ir a Las Vegas. Hicks pasó la primera audición con dos "si" de Randy Jackson y Paula Abdul, pero no de Simon Cowell, que dijo que Hicks nunca llegaría a la última ronda. La primera vez que Hicks fue al voto telefónico, Cowell pidió perdón y dijo que él estaba incorrecto.
En el show del 10 de mayo de 2006, Hicks , junto con Katharine McPhee y Elliott Yamin, fueron reconocidos como los 3 finalistas. El 12 de mayo, American Idol llevó a Taylor a Birmingham por un fin de semana de promoción con local FOX affiliate, un desfile, conciertos, y a conocer el gobernador Bob Riley. El 12 de mayo fue proclamado "Taylor Hicks Day" y a Hicks le dieron la "Llave de la Ciudad". Also on May 12, Gov. Riley issued a proclamation making May 16 "Taylor Hicks Day".
Hicks fue nombrado American Idol el 24 de mayo de 2006 con más de 63. 4 millones de votos. Hicks es la persona más grande de edad (29 años) en el momento de ganar American Idol. Es el quinto sureño Southerner que ganó American Idol, el segundo ganador de Birmingham, Alabama después de Ruben Studdard. Nunca estuvo en el "bottom 3" que son los 3 participantes con menos votos cada semana.
En junio de 2006, Ford Motor Company, el mayor patrocinador del show, designó a Hicks para promover el evento de fin de año Ford's "Drive on Us". Hicks fue nombrado el 'Soltero Más Lindo' por People magazine en el 2006, y estuvo en la tapa de la revista.